# دره‌کوی، آلانیا
دره‌کوی (به ترکی استانبولی: Dereköy) یک منطقهٔ مسکونی در ترکیه است که در آلانیا واقع شده‌است.